# Daniel Wallace
Daniel Wallace född 1959 i Birmingham, Alabama, är en amerikansk författare.
Wallace är mest känd för att ha skrivit boken Big Fish, 1998 som filmatiserades 2003, se vidare Big Fish.